# Celinés Toribio
Celinés Toribio (nacida el 7 de marzo de 1975 en Mao Valverde) es una actriz, presentadora y modelo dominicana.
Durante su carrera ha entrevistado a muchas celebridades latinas, incluyendo a Ricky Martin, Luis Miguel, Celia Cruz y Michelle Rodríguez, entre muchos otros. Se mudó a Los Ángeles en 2006 para dedicarse a la actuación con Arturo Mendoza, un profesor de actuación que ha trabajado con Salma Hayek, Benicio del Toro, y Laurence Fishburne.
Ha aparecido como modelo en importantes publicaciones, como el New York Post, la revista Stuff, El Diario La Prensa, La Source Magazine y Listín Diario.
Toribio fue seleccionada por la fanaticada en los EE. UU. y América Latina como una entre los "50 Más Bellos" de People en Español.

## Primeros años
Toribio nació en Mao Valverde, República Dominicana el 7 de marzo de 1975. Es hija de Héctor Toribio y Dalila Almánzar, emigró junto a su familia a Estados Unidos cuando tenía tan sólo 16 años. Desde niña se interesó por la comunicación, estudió comunicación e inglés cuando llegó a Miami. En 1996 se graduó del Lehman College en la Universidad de la Ciudad de Nueva York con una Licenciatura en Comunicación de Masas y teatro.

## Carrera
Toribio comenzó su carrera en televisión en 1995 como presentadora del programa de variedades y entretenimiento "Sábado al mediodía", junto al cubano Luis Velasco y también fue utilizada como reportera de entretenimiento en el noticiero local de WXTV en el segmento "Galería", dedicado a la vida y carrera de los famosos, y "Mi Gente", un segmento semanal donde entrevistaba personalidades latinas. Durante la estadía de Toribio en WXTV, hizo varias apariciones en eventos latinos locales, como por ejemplo en los desfiles de orgullo puertorriqueño y dominicano, respectivamente.
En 1997, Toribio recibió exposición nacional en Univision, la cadena de televisión en español dominante de EE. UU., como anfitriona para la cobertura del Festival de la Calle Ocho de Miami, en la Pequeña Habana. Más tarde, se convirtió en reportera del programa semanal "Fuera de Serie", de Univision y reportera de entretenimiento para El gordo y la flaca, revista de entretenimiento y chismes del espectáculo diario de la misna cadena.
De 2002 a 2006, Toribio fue presentadora de un programa de la Liga Mayor de Béisbol en ESPN Deportes llamado "Sabor a béisbol". Fox Sports la incluyó en sus especial de televisión sobre los latinos en el béisbol. Ella es la única mujer en haber sido presentadora o anfitriona de un programa de televisión producido por Major League Baseball. Toribio también pasó un tiempo como coconductora del programa de radio matutino hispano en Nueva York llamado "Coco y Celinés".
El 13 de septiembre de 2008 fue presentadora de la "FIESTA 2008", un importante concierto dirigido a la comunidad latina llevado a cabo en Central Park de Nueva York, presentado por People en Español y patrocinado por la cadena ABC, Maybelline, y Verizon.
Se estrenó como actriz en la película dominicana Los locos también piensan de Luisito Martí, estrenada en la República Dominicana en 2005.
En junio de 2008, trabajó con Vin Diesel en un cortometraje que forma parte de la película Fast & Furious.
En 2009 Toribio tuvo una participación en La soga junto a Manny Pérez.
También protagonizó junto a Michelle Rodríguez en la película dominicana histórica Trópico de sangre que se estrenó en el Festival de Cine Latino de Nueva York el 29 de julio de 2010, película que retrata la tragedia de las Hermanas Mirabal.
En 2013, se Celinés se embarcó en un ambicioso proyecto al producir y actuar en la película dominicana María Montez: La película, que cuenta la vida de la diva dominicana María Montez y que está planeada para ser lanzada en 2014.

## Filmografía
Cine
| Año  | Película                  | Rol                       | Notas                             |
| ---- | ------------------------- | ------------------------- | --------------------------------- |
| 2014 | María Montez: La película | María Montez              | Además como productora ejecutiva. |
| 2012 | Mediterranean Blue        | Nina                      | ..                                |
| 2011 | América                   | Miosotis                  | ..                                |
| 2010 | Trópico de sangre         | Dedé Mirabal              | ..                                |
| 2009 | La soga                   | Asistente del presidente  | Además aparece como coproductora. |
| 2009 | Los Bandoleros            | Novia de Elvis            | Corto                             |
| 2008 | Shoe Crazy                | Bailarina                 | ..                                |
| 2005 | Los locos también piensan | Alexandra                 | ..                                |
| 2017 | Colao                     | Maribel                   | ..                                |
| 2018 | Qué León                  | Dalila de León (La Leona) |                                   |
| 2019 | Los Leones                | Dalila de León (La Leona) |                                   |

Televisión
- Sabor a béisbol
- Primer Impacto
- El gordo y la flaca
- American Latino

Radio
- Llegaron las mujeres
- Jullian Michaels en español
- Coco y Celines de 6am-10am

## Reconocimientos
- Nombrada una de "Los 50 Más Bellos" por la revista People en Español.
- Reconocida como una de las latinas más exitosas en EE. UU. por el Senado del Estado de Nueva York y la Asamblea de Nueva York
- Distinguida como una de las personalidades de los medios de comunicación más populares entre latinoamericanos en EE. UU. por el programa "Extra" de la cadena NBC.
- Mejor Presentadora de Televisión Hispana en los Premios ACE.
- Mujer del Año, periódico El Diario de Nueva York.

## Vida personal
Toribio se casó con su mánager Giancarlo Chersich en 2009. Chersich le propuso matrimonio en mayo de 2008 en Cannes, Francia.
El 25 de diciembre de 2017, después de más de un año de rumores, Celinés informó públicamente su separación de Giancarlo Cherisch, a través de un vídeo en Instagram en el que juntos se prometieron amistad hasta que la muerte los separe. Toribio tiene una academia en el Bronx, Nueva York, donde su personal enseña modelaje, actuación y danza. Además tiene su propia compañía, Celinés Toribio Enterprises, donde produce los calendarios y negocia con diferentes empresas para ser su imagen.